# Golobinjek pri Planini
Golobinjek pri Planini je naselje v Občini Šentjur.